# Miki Nagasawa
Miki Nagasawa 長沢 美樹?, Nagakawa Miki (Obihiro, 11 luglio 1970) è una doppiatrice giapponese. 
Cresciuta a Fukushima, fu una delle affiliate di Haikyo, poi di Atomic Monkey. Principalmente è nota per essere interprete della protagonista di Vampire Princess Miyu, Wedy di Death Note e Maya Ibuki in Neon Genesis Evangelion. Nei videogiochi, prestò la voce a Shelinda in Final Fantasy X e X-2, Kuyo in Genji: Dawn of the Samurai, Karin in Shadow Hearts: Covenant e Sleigh Presty in Super Robot Wars. Nagasawa nel 2009 frequentò la Nan Desu Kan.

## Filmografia

### Animazione
1994
- Key the Metal Idol (OAV) – Sakura Kuriyagawa[2]
- Macross 7 – Jessica[1]

1995
- Neon Genesis Evangelion – Maya Ibuki[2][1]

1996
- After War Gundam X – Perla Ciss[2]
- Brave Command Dagwon – Maria Tobe, Gunkid[2]
- Mobile Battleship Nadesico – Izumi Maki[2][1]

1997
- Vampire Princess Miyu (TV series) – Miyu[2][1]

1998
- Anpanman – Creampanda[2]
- Blue Submarine No. 6 – Mutio[2]
- Cowboy Bebop – Judy[2][1]
- Cyber Team in Akihabara – Kamome Sengakuji[2]
- Getter Robo Armageddon (OAV) – Michiru Saotome[2]
- Princess Nine – Ryo Hayakawa[2][1]

2000
- Boys Be – Yumi Kazama[3]
- Megami kōhosei – Kizna Towryk[2]
- Devichil – Paimon
- éX-Driver – Lisa Sakakino[2]
- Gate Keepers – Keiko Ochiai[2]

2001
- Capitan Tsubasa: Road to 2002 – Manabu Okawa[2]
- Detective Conan – Yoko Okino[2][1]
- Love Hina – Tsuruko Aoyama[1]

2004
- Kyo Kara Maoh! – Lyra[2]
- Mobile Suit Gundam MS IGLOO (OAV) – Monique Cadillac[2]

2005
- Naruto – Toki[1]

2006
- Death Note – Wedy[2][1]
- Koi suru Tenshi Angelique – Rachel[2]

2007
- Claymore – Helen[2]

2010
- Super Robot Wars Original Generation: The Inspector – Sleigh Presty[2]

2011
- Mobile Suit Gundam AGE – Lalaparly Madorna[2]

2012
- Hunter × Hunter (Seconda serie) (Baise, Coco Loo)

2013
- Magi: The Kingdom of Magic – Leraje[2]

2014
- One Piece – Wicca[2]
- Black Lagoon – Greenback Jane
- Mezzo DSA - Sakura Sakurada
- Monster Rancher - Poison
- Seraphim Call - Shion Murasame
- Skip Beat! - Kyoko Mogami
- Stressed Eric - Maria Gonzalez
- Super Doll★Licca-chan - Tomonori Fujitani
- Variable Geo - Satomi Yajima

### Tokusatsu
- Gekisou Sentai Carranger – Shigue
- Tokusou Robo Janperson – Robot Gelsomina

### Videogiochi
- Angelique – Rachel[2]
- Armored Core: Nexus – Additional voices
- Atelier Elie: The Alchemist of Salburg 2 – Elie Traum[2]
- Atelier Elkrone: Dear for Otomate – Elie Traum
- Blood: The Last Vampire – Ruria[2]
- Capcom vs. SNK 2 – Cammy[1], Maki
- Cowboy Bebop - Tsuioku no serenade – Judy
- Dragon Force II: Kamisarishi Daichi ni – Lyla, Reni
- Final Fantasy X – Shelinda[2][1]
- Final Fantasy X-2 – Shelinda[1]
- Fushigi Yūgi Genbu Kaiden Gaiden: Kagami no Miko - Uruki[2][1]
- Genji: Dawn of the Samurai – Kuyo[1]
- Genji: Days of the Blade – Kuyo
- Honkai: Star Rail – Pom-Pom
- JoJo's Bizarre Adventure: Heritage for the Future – Midler, Mariah, Mannish Boy
- Mobile Suit Gundam Side Story: The Blue Destiny – Maureen Kitamura[2]
- Mobile Suit Gundam: Journey to Jaburo – Maureen Kitamura
- Mobile Suit Gundam: Encounters in Space – Maureen Kitamura
- Nelke & the Legendary Alchemists: Ateliers of the New World – Elie Traum
- Shadow Hearts: Covenant – Karin Koenig[1]
- Street Fighter Alpha 3 MAX – Maki
- Super Robot Wars Alpha – Pala Sys
- Super Robot Wars Alpha 2 – Sleigh Presty
- Super Robot Wars Alpha 3 – Sleigh Presty
- Super Robot Wars OG: Original Generations – Sleigh Presty
- Super Robot Wars A Portable – Izumi Maki
- Super Robot Wars Z – Pala Sys
- Super Robot Wars Z2: Rebirth Chapter – Pala Sys
- Super Robot Wars Z3: Heaven Chapter – Pala Sys
- Super Robot Wars V – Izumi Maki
- Super Robot Wars T – Izumi Maki
- Tales of Vesperia – Sodia, Droite[2][1]
- Tales of Fandom – Primula Rosso[2]
- Tech Romancer – Kei, Saori, Shizuka
- True Love Story 2 – Sawada[2]

## Discografia

### Drama CD
- Century Prime Minister (vol. 1–3) – Miki Nagashima[2]
- Skip Beat! – Kyōko Mogami[2]
- Fushigi Yugi Genbu Kaiden as Uruki (female form) [2]
- Saredotsumibitoharyūtoodoru – Saredo Shivunya[2]
- Hayate X Blade – Miyamoto Shizuku[2]
- Fruits Basket – Momiji Sohma[2]
- Hogen Renai Vol.5  – "Kanagawa Prefecture", "Fukushima"  – Hyakuhana Atsumi[2][4]
- Anime tenchō series – Ramika Hoshi[2]
- Gravitation - Reiji